# Carel van Schaik
Carolus Philippus "Carel" van Schaik (geboren 1953) is een Nederlandse primatoloog en sinds 2004 hoogleraar en directeur van het Antropologisch Instituut aan de Universiteit van Zürich, Zwitserland.

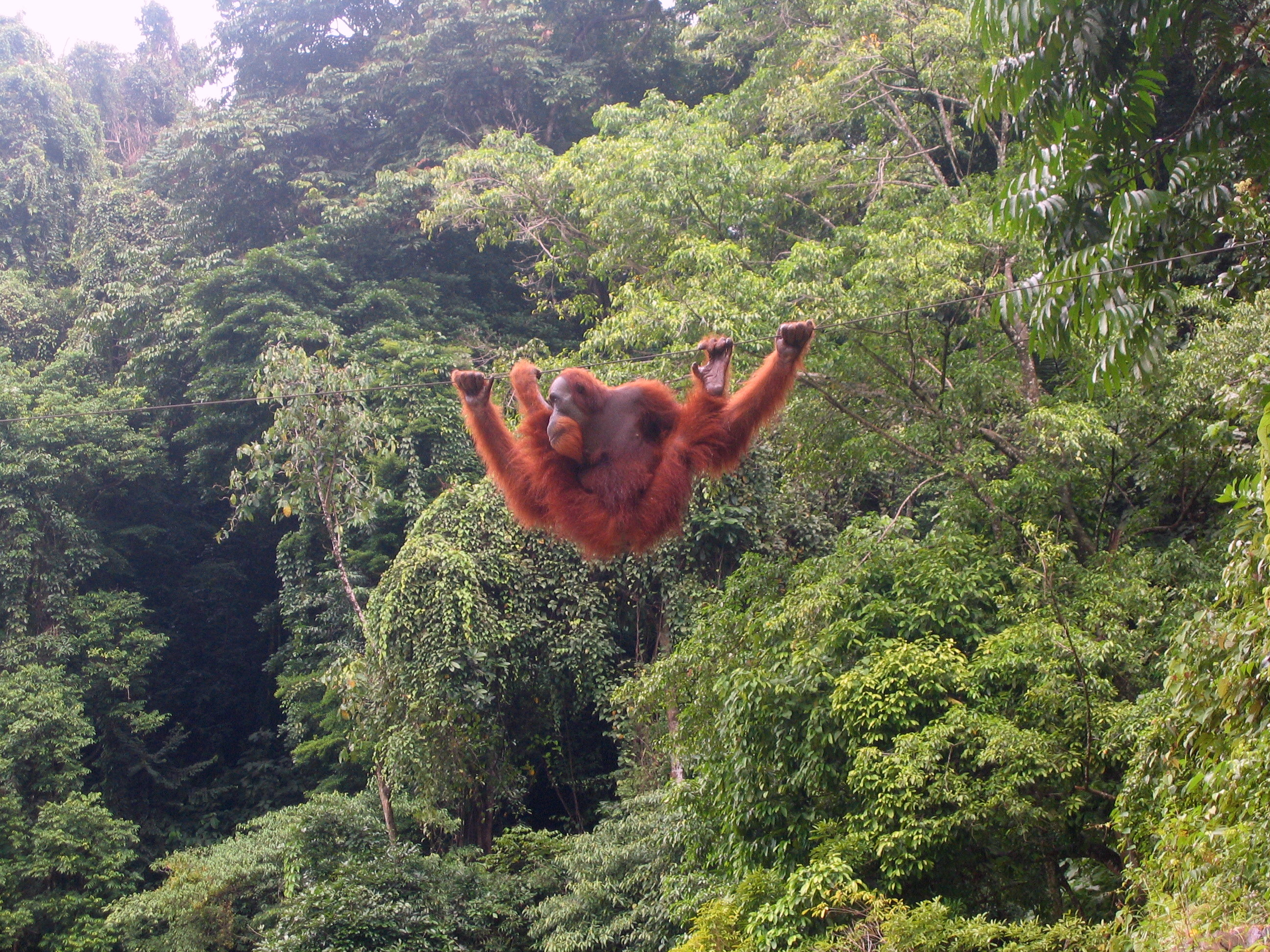
Orang-Utan In Bukit Lawang, Noord Sumatra

Van Schaik studeerde in 1979 aan de Universiteit Utrecht af in de biologie. Hij was tot 1984 een onderzoeker voor het Koninklijk Instituut voor de Tropen en promoveerde aan de Universiteit Utrecht in 1985. Na functies bij deze universiteit en bij Princeton-universiteit, werd hij universitair hoofddocent bij de afdeling Biologische antropologie en Anatomie aan Duke University in Durham (Verenigde Staten) in 1989. in 2004 verhuisde hij naar de Universiteit van Zürich. In 2007 werd Van Schaik correspondent bij de Koninklijke Nederlandse Akademie van Wetenschappen.
Eigenlijk wilde hij niet starten als biologisch antropoloog, maar als botanicus. De belangstelling voor apen ontstond tegen de jaren zeventig, tijdens een expeditie naar Sumatra met zijn vrouw. Kort daarna wordt van Schaik meer geïnteresseerd in apen dan in planten en wanneer hij in het moerassige gebied van Suaq Balimbing in noord-west Sumatra komt, ontmoet hij eindelijk zijn (Sumatraanse) orang-oetans.
Zijn boek Among Orangutans: Red Apes and the Rise of Human Culture vertelt het verhaal van zijn ontdekking van een groep van orang-oetans in het noorden van Sumatra en de uitdaging hun gereedschapsgebruik en gemeenschapszin op te nemen in de theorieën van de primatologie en de inzichten die zij bieden in de belangrijkste momenten van de menselijke evolutie.

## Publicaties (selectie)
- van Schaik, C. P., M. Ancrenaz, G. Borgan,  B. Galdikas, C.D. Knott, I. Singleton, A. Suzuki, S. Utami, M. Merrill. (2003) Orangutan cultures and the evolution of material culture. Science 299: 102-105.
- van Schaik, C. P. (1982). Why are diurnal primates living in groups? Behaviour, 87, 120-144.
- van Schaik, C. P., Deaner, R. O. and Merrill, M. Y. (1999). The conditions for tool use in primates: implications for the evolution of material culture. Journal of Human Evolution, 36(6), 719-741.
- van Schaik, C. P. and Dunbar, R. I. (1990). The evolution of monogamy in large primates: A new hypothesis and some crucial tests. Behaviour, 115(1-2), 30-62.
- van Schaik, C. P. and Kappeler, P. M. (1996). The social systems of gregarious lemurs: Lack of convergence with anthropoids due to evolutionary disequilibrium? Ethology, 102(11), 915-941.
- van Schaik, C. P. and Kappeler, P. M. (1997). Infanticide risk and the evolution of male-female association in primates. Proceedings of the Royal Society of London, Series B, Biological Sciences, 264(1388), 1687-1694.
- van Schaik, C. P. and Michel, K. (2016) The Good Book of Human Nature: An Evolutionary Reading of the Bible ((nl)  Het oerboek van de mens: de evolutie van de Bijbel, 2016)
- van Schaik, C. P. and van Noordwijk, M. A. (1985). Evolutionary effect of the absence of felids on the social organization of the macaques on the island of Simeulue ( Macaca fascicularis fusca, Miller 1903). Folia Primatologica, 44(3-4), 138-147.
- van Schaik, C. P. and van Noordwijk, M. A., Warsono, B. and Sutriono, E. (1983). Party size and early detection of predators in Sumatran forest primates. Primates, 24(2), 211-221.